# Eutychius van Constantinopel
Eutychius van Constantinopel (Grieks: Ευτύχιος, Eutychios) (Theium (Frygië), ca. 512 - Constantinopel, 5 april 582) was gedurende twee periodes patriarch van Constantinopel, namelijk tussen 552 en 565 en tussen 577 tot aan zijn dood. Zijn feestdag is in de oosters-orthodoxe kerken op 6 april.

## Biografie

### Vroege leven
Het leven van Eutychius is goed gedocumenteerd. Een volledige biografie over zijn leven is overgeleverd door zijn kapelaan Eustathius van Constantinopel. Eutychius werd geboren in de plaats Theium in Phrygië. Zijn vader Alexander was een generaal in het leger van Belisarius. Op dertigjarige leeftijd werd hij monnik in Amaseia. Hij groeide uit tot archimandriet en werd gerespecteerd door patriarch Mennas. Na diens dood werd hij door keizer Justinianus I voorgedragen om dat ambt op zich te nemen.

### Patriarchaat
In de tijd dat Eutychius patriarch werd bevond paus Vigilius zich in Constantinopel en deze vroeg hem om de kerkvergadering voor te zitten over de Driekapittelstrijd, namelijk het Tweede Concilie van Constantinopel. In deze strijd stond Eutychius aan de zijde van de keizer en in 562 wijdde hij de nieuwe kerk, Hagia Sophia, in. Eutychius kwam echter in aanvaring met zijn keizer omdat deze enkele ideeën aanhing van Julianus van Halicarnassus, namelijk dat het lichaam van Christus  vanaf het moment van zijn conceptie, onvergankelijk, onsterfelijk en onoverwinnelijk was, zoals het was na de opstanding, en dat het lijden en de dood aan het kruis een wonder was dat tegengesteld was aan de normale omstandigheden van Christus' menselijkheid. Op 22 januari 565 werd Eutychius opgepakt door keizerlijke soldaten terwijl hij de mis las in de Kleine Hagia Sophia.
Eutychius werd eerst naar een klooster gestuurd, maar hij weigerde te verschijnen voor de keizerlijke rechtbank die hem wilde veroordelen. De keizer verbande hem. Eerst werd hij naar het eiland Principus in de Propontis gestuurd en uiteindelijk naar zijn oude klooster in Amaseia. Daar verbleef hij ruim twaalf jaar.

### Tweede periode
Na de dood van patriarch Johannes III Scholasticus vroeg het volk van Constantinopel om de terugkeer van Eutychius. In 577 werd hem gevraagd om terug te keren naar zijn oude post en nam hij die functie weer aan. Rondom zijn laatste jaren was Eutychius van mening dat de wederopstanding van het lichaam van Christus "subtieler dan lucht zou zijn" dan iets tastbaars. Hij werd op deze denkwijze aangevallen door Gregorius de Grote die indertijd als Apocrisiarius in Constantinopel verbleef. Keizer Tiberius II Constantijn greep in bij het conflict en veroordeelde het standpunt van Eutychius en liet diens boek met diens ideeën verbranden.
Eutychius stierf op de zondag na Pasen op zeventigjarige leeftijd en werd opgevolgd door Johannes IV Nesteutes.

## Werken
- Brief aan paus Vigilius
- Verhandeling over Pasen (fragment)

- Biblioteca Nacional de España: XX1341811
- Gemeinsame Normdatei: 119119218
- Library of Congress Control Number: n97100410
- Nationale bibliotheek van Australië: 61541531
- Nederlandse Thesaurus van Auteursnamen: 10258740X
- Réseau des bibliothèques de Suisse occidentale: 02-A023066566
- LIBRIS: 185792
- Virtual International Authority File: 38664741
- WorldCat: E39PCjKTPkCVcr8wr88vhxc773

Bisschoppen van Byzantium:

Andreas de Apostel · Stachys de Apostel · Onesimus · Polycarpus I · Plutarchus · Sedecion · Diogenes · Eleutherius · Felix · Polycarpus II · Athenodorus · Euzoïs · Laurentius · Alypius · Pertinax · Olympianus · Marcus I · Filadelfus · Cyriacus I · Castinus · Eugenius I · Titus · Dometius · Rufinus I · Probus · Metrofanes · Alexander

Bisschoppen en aartsbisschoppen van Constantinopel:

Paulus I · Eusebius van Nicomedië · Paulus I · Macedonius I · Paulus I · Macedonius I · Eudoxius van Antiochië · Demofilus · Euagrius · Maximus ·  Gregorius I van Nazianze

Patriarchen van Constantinopel:

Nectarius · Johannes I · Arsacius van Tarsus · Atticus · Sisinnius I · Nestorius · Maximianus · Proclus · Flabianus · Anatolius · Gennadius I · Acacius · Fravitta · Eufemius · Macedonius II · Timotheus I · Johannes II van Cappadocië · Epifanius · Anthimus I · Mennas · Eutychius · Johannes III Scholasticus · Johannes IV Nesteutes · Cyriacus · Thomas I · Sergius I · Pyrrus I · Paulus II · Petrus · Thomas II · Johannes V · Constantijn I · Theodorus I · Georgius I · Paulus III · Callinicus I · Cyrus · Johannes VI · Germanus I · Anastasius · Constantijn II · Nicetas · Paulus IV · Sint Tarasius · Niceforus I · Theodotus I van Cassiteras · Antonius I · Johannes VII Grammaticus · Methodius I · Ignatius I · Photius I · Stefanus I · Antonius II Kauleas · Nicolaas I Mysticus · Euthymius I Syncellus · Stefanus II van Amasea · Tryfon · Theofylactus · Polyeuctus · Basilius I Skamandrenus · Antonius III Studites · Nicolaas II Chrysoberges · Sisinnius II · Sergius II · Eustathius · Alexius I Studites · Michaël I · Constantijn III Lichoudas · Johannes VIII Xifilinus · Cosmas I · Eustathius Garidas · Nicolaas III Grammaticus · Johannes IX Agapetus · Leo Styppes · Michaël II Kurkuas · Cosmas II Atticus · Nicolaas IV Muzalon · Theodotus II · Neofytus I · Constantijn IV Chliarenus · Lucas Chrysoberges · Michaël III van Anchialus · Chariton · Theodosius I Borradiotes · Basilius II Carnaterus · Nicetas II Muntanes · Leontius Theotokites · Dositheus · Georgius II Xifilinus · Johannes X Camaterus · Michaël IV Autoreianus · Theodorus II Eirenicus · Maximus II · Manuel I Charitopoulos · Germanus II · Methodius II ·  Manuel II ·  Arsenius Autoreianus · Niceforus II · Germanus III · Jozef I Galesiotes · Johannes XI Bekkos · Gregorius II Cyprius · Athanasius I · Johannes XII · Nefon I · Johannes XIII Glykys · Gerasimus I · Jesaias · Johannes XIV Kalekas · Isidorus I · Calixtus I · Filotheus Kokkinos · Macarius · Neilus Kerameus · Antonius IV · Calixtus II Xanothopoulos · Mattheus I · Euthymius II · Jozef II · Metrofanes II · Gregorius III Mammas · Athanasius II · Gennadius II · Isidorus II Xanthopoulos · Sofronius I Syropoulos · Joasaf I · Marcus II Xylokaraves · Simeon I van Trebizonde · Dionysius I · Rafaël I · Maximus III Manasses · Nefon II · Maximus IV · Joachim I · Pachomius I · Theoleptus I · Jeremias I · Joannicus I · Dionysius II · Joasaf II · Metrofanes III · Jeremias II · Pachomius II · Theoleptus II · Mattheus II · Elias I · Theofanes I Karykes · Meletius I Pegas · Neofytus II · Rafaël II · Timotheus II · Cyrillus I Lucaris · Gregorius IV van Amasea · Anthimus II · Cyrillus II Kontares · Athanasius III Patelaros · Neofytus III van Nicea · Parthenius I · Parthenius II · Joannicus II · Cyrillus III · Parthenius III · Gabriël II · Parthenius IV · Theofanes II · Dionysius III · Clemens · Methodius III · Dionysius IV Muselimes · Gerasimus II · Athanasius IV · Jakobus · Callinicus II · Neofytus IV · Gabriël III · Neofytus V · Cyprianus I · Athanasius V · Cyrillus IV · Cosmas III · Jeremias III · Paisius II · Serafeim I · Neofytus VI · Cyrillus V · Callinicus III · Serafeim II · Joannicus III · Samuel I Chatzeres · Meletius II · Theodosius II · Sofronius II · Gabriël IV · Procopius I · Neofytus VII · Gerasimus III · Gregorius V · Callinicus IV · Jeremias IV · Cyrillus VI · Eugenius II · Anthimus III · Chrysanthus I · Agathangelus I · Constantius I · Constantius II · Gregorius VI · Anthimus IV · Anthimus V · Germanus IV · Meletius III · Anthimus VI · Cyrillus VII · Joachim II · Sofronius III · Joachim III · Joachim IV · Dionysius V · Neofytus VIII · Anthimus VII · Constantijn V · Germanus V · Meletius IV · Gregorius VII · Constantijn VI · Basilius III · Photius II · Benjamin I · Maximus V · Athenagoras I · Dimitrios I · Bartholomeus I